# Телескоп
Телескопът (други имена: далекоглед, остар. пусула (от итал. bossola – компас)), е уред за наблюдаване на астрономически обекти. Обикновено под телескоп се разбира оптичен телескоп, но съществуват и телескопи за по-голямата част от спектъра на електромагнитно излъчване, както и за други видове сигнали.
Оптичните телескопи са уреди, които фокусират светлината, като увеличават видимия ъглов размер и видимата яркост на отдалечени обекти. За тази цел те използват един или повече оптични елементи (лещи и/или огледала). Те събират светлината във фокус, където изображението може да бъде наблюдавано, фотографирано или изучавано.

## История
За първи път телескоп е използван за астрономически цели от Галилео Галилей. Първоначално неговият инструмент има увеличение 3х, но след това е усъвършенстван до 32х. Един от телескопите му е поставен на църковна кула във Венеция и Галилей показва на смаяните търговци как могат да видят кораба, приближаващ пристанището, часове преди да могат да го видят с невъоръжено око.
С телескопа си Галилей открива пръстените на Сатурн и 4 спътника на Юпитер (Галилееви спътници).

## Видове телескопи
- Оптични
  - Рефракторни – с лещи
  - Рефлекторни – с огледала
- Радиотелескопи
- Космически
  - Хъбъл
  - Джеймс Уеб
  - Кеплер
  - Астрон
  - Чандра
  - Спицър
- Телескоп на Максутов
- Телескоп на Ричи-Кретиен